# جوديث فورد
جوديث فورد (بالإنجليزية: Judith Ford)‏ هي عارضة أمريكية، ولدت في 26 ديسمبر 1949 في بيلفيدير في الولايات المتحدة.